# Sione Takitaki
Sione Takitaki (* 8. Juni 1995 in Fontana, Kalifornien) ist ein US-amerikanischer American-Football-Spieler auf der Position des  Outside Linebackers. Er spielt aktuell für die New England Patriots in der National Football League (NFL).

## Frühe Jahre
Takitaki ging in Romoland, Kalifornien auf die Highschool. Zwischen 2014 und 2018 ging er auf die Brigham Young University, wo er für das Collegefootballteam in vier Jahren  237 Tackles und 14,5 Sacks erzielte.

## NFL
Takitaki wurde im NFL-Draft 2019 in der dritten Runde an 80. Stelle von den Cleveland Browns ausgewählt. Am elften Spieltag fing er seine erste Interception von Quarterback Carson Wentz im Spiel gegen die Philadelphia Eagles und trug sie 50 Yards zu einem Touchdown zurück. Am 25. November 2020 wurde er auf die Injured Reserve/Covid19-Liste gesetzt. Am 4. Dezember wurde er wieder in den aktiven Kader berufen. Am 14. Spieltag gelang ihm sein erster Sack in der NFL im Spiel gegen die Baltimore Ravens gegen Quarterback Lamar Jackson. Im AFC-Wildcard-Game gegen die Pittsburgh Steelers interceptete er einen Pass von Quarterback Ben Roethlisberger gegen Ende des vierten Viertels, was maßgeblich zum 38:37-Sieg beitrug.
Am 13. Spieltag der Saison 2022 erlitt Takitaki eine Knieverletzung, weshalb er am 7. Dezember 2022 auf die Injured Reserve List gesetzt wurde.
Im März 2024 nahmen die New England Patriots Takitaki unter Vertrag.

## Persönliches
Sione Takitakis Eltern kommen aus Tonga. Er ist das jüngste Kind von sieben Nachkommen. Sein Vater starb, als er 14 Jahre alt war.